# Mari Boine

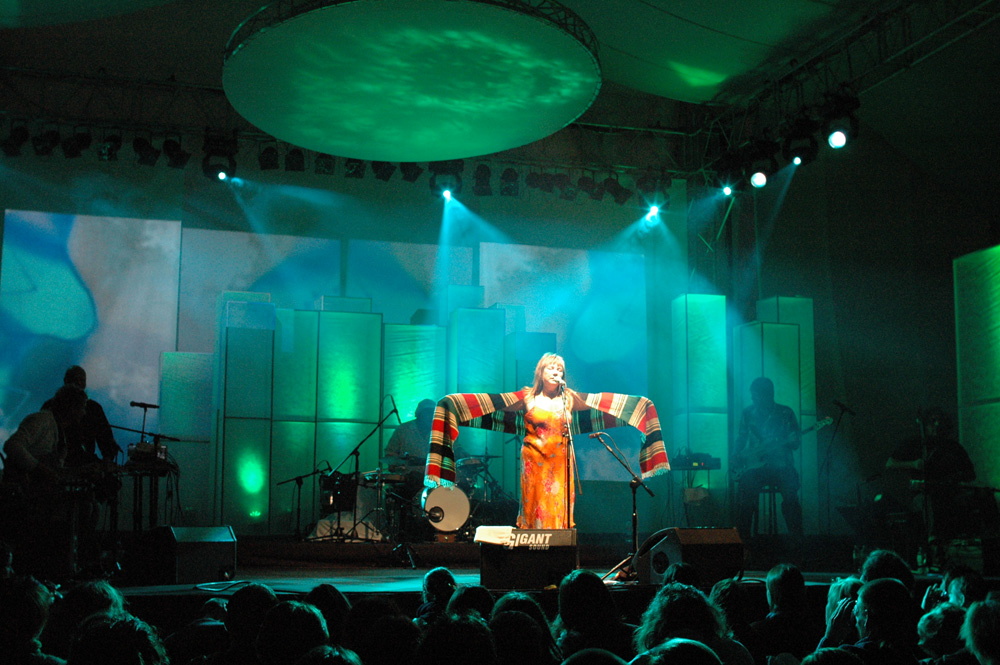
Tijdens een optreden in Warschau, Polen in 2006

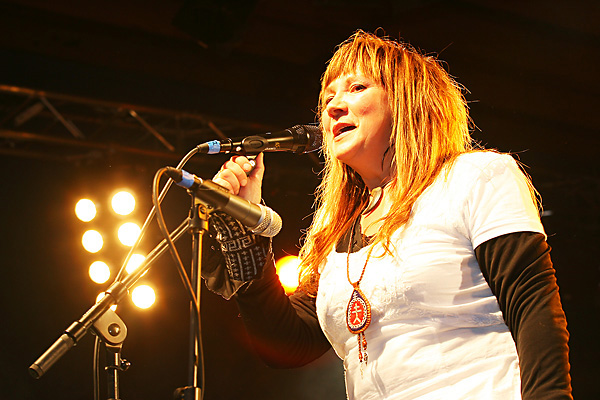
Mari Boine tijdens het Riddu Riđđu-festival 2006.

Mari Boine, vroeger Mari Boine Persen (Gámehisnjárga, Karasjok, 8 november 1956) is een Noorse joik-zangeres en internationaal bekende representante van haar volk, de Sami. Zij heeft de joik vernieuwd door er elementen uit onder meer jazz en rock en tradities uit de folk van meerdere culturen in te verwerken. Mari Boine heeft zowel in Europa als in de VS opgetreden. Zij heeft meerdere keren erkenning gekregen door middel van verscheidene prijzen, zoals de cultuurprijs van haar thuisprovincie, Finnmark, die zij in 1991 uitgereikt kreeg. Verder won zij drie keer de Noorse Spellemannprisen (open klasse), in 1993 de Gammleng-prisen en in 1994 de Muziekprijs van de Noordse Raad. Boine werd in 2008 benoemd tot professor in muziekwetenschap aan de hogeschool van Nesna in de provincie Nordland.
Op 18 september 2009 werd zij tot ridder eerste klasse in de Orde van Sint-Olaf benoemd voor haar artistieke veelzijdigheid.
Terwijl Mari Boine werkzaam was als lerares, herontdekte zij de cultuur van de Sami. Inmiddels heeft zij wereldwijd bekendheid gekregen als ambassadrice van haar volk. De Samische bevolking is over vier landen verspreid, Noorwegen, Zweden, Finland en Rusland, en in het verbinden en integreren van de verschillende Samische gemeenschappen speelt Mari Boine een belangrijke rol. Dit doet zij bijvoorbeeld door haar optredens in Lowosero, de belangrijkste nederzetting van de Sami op het Russische schiereiland Kola.
Zij werd uitgenodigd om op te treden bij de Olympische Winterspelen 1994 te Lillehammer, maar bedankte ervoor omdat zij de uitnodiging als een cultureel alibi beschouwde.
Mari Boine heeft niet enkel opnames onder eigen naam gemaakt, maar heeft ook medewerking verleend aan opnames van andere musici, zoals Jan Garbarek. Verder levert zij belangrijke bijdragen aan het vredesproject One People.

## Thema's
Mari Boine maakt een eigen wereldmuziekstijl door joik met jazz, folk en rock te mengen. Haar muziek haakt vaak aan bij die van de Noord-Amerikaanse indianen wat het ritme betreft. In die muziek heeft de drum een centrale rol, in tegenstelling tot bij de Sami. De teksten van Mari Boine wisselen tussen het Samisch, Engels en Noors, en in deze komen duidelijk de belangrijke thema's van haar eigen volk naar voren. Een voorbeeld van het lied Gula Gula is:
Luister, broeder. Luister, zuster. [...] Luister naar de stemmen van de oermoeders. Die vragen waarom de aarde vergiftigd en geconsumeerd is. Ze herinneren jullie eraan waar jullie vandaan komen. Ze willen jullie eraan herinneren, dat de aarde onze moeder is. Wanneer wij haar leven nemen, zullen wij tezamen met haar sterven— (Vrije vertaling/samenvatting)
Hiermee sluit zij zich aan aan het thema "Moeder Aarde" dat in de jaren 1990 wereldwijd centraal stond bij de opkomst van de groeiende politieke bewegingen van inheemse volkeren.
In het nummer Oppskrift For Herrefolk op de cd Gula gula, overigens het enige Noorstalige nummer, worden de Noren door haar "heersersvolk" genoemd. Ze worden van tirannie, discriminatie, dwang en proselitisme beschuldigd. In het nummer Vilges Suola worden ze beschreven in de gedaante van de witte (blanke) dief. Ook in Šat Duolmma Mu verwerkt Boine de ervaringen van de Sami, wier kinderen verplicht op door de staat gecontroleerde internaatscholen werden opgeleid, net zoals die van de indianen van Noord-Amerika en de inheemse bevolking van Siberië. Een grote nadruk krijgt de rol van de Samische vrouwen, die zij als wijze oma's en bewakers en bewaarders van de cultuur beschrijft, bijvoorbeeld in de nummers Duinne en Eadnán Bákti op de cd Gula Gula.

## Carrière
Drie van haar albums zijn verschenen onder haar volledige naam, Mari Boine Persen. Dit betreft haar debuutalbum Jaskatvuoða Maŋŋá van 1985, de opvolger Gula Gula van 1989-90 en het album Salmer på veien hjem van 1991 waarop zij samen met Kari Bremnes en Ole Paus optreedt. Sinds 1992 gebruikt zij enkel nog het eerste deel ervan als artiestennaam: Mari Boine. De teksten van haar minder bekende eerste album zijn vooral in het Samisch geschreven en de begeleidende muziek is vrij gangbare popmuziek. Onder de nummers is een cover van Working Class Hero van John Lennon in het Samisch.
Haar internationale doorbraak kwam met Gula Gula, dat in 1989 in Noorwegen uitkwam. Het album kreeg toen de ondertitel Hør stammødrenes stemme ("Luister naar de stem van de oermoeders"). In 1990 werd het album opnieuw uitgebracht op de label Real World van Peter Gabriel. Op dit album werd voor het eerst haar karakteristieke mix van wereldmuziek ten gehore gebracht, en hiermee uiteindelijk ook werd de basis gelegd voor haar wereldwijde succes. Later werkte zij met andere musici samen, zoals de wereldberoemde Noorse jazzsaxofonist Jan Garbarek, de Russische multi-instrumentalist Sergey Starostin en de zangeres van de funkfolkgroep Farlanders, Inna Zhelannaya.
Ook al wordt Mari Boine als een van de belangrijkste vertegenwoordigers van de Samische cultuur gezien, toch heeft haar muziek relatief weinig te maken met de traditionele zang, de joik. In tegenstelling tot de overleden Nils-Aslak Valkeapää, die nog levende joik vertolkte, bestaat haar muziek hoofdzakelijk uit zelfgeschreven, moderne liederen in de Samische taal. In haar albums komt de onbegeleide, traditionele onomatopeeachtige joik niet voor, in tegenstelling tot bijvoorbeeld de stijl van de Fins-Samische musicus Wimme Saari, die joik met technoklanken mixt.
Tijdens de bruiloft van de Noorse kroonprins Haakon Magnus en Mette-Marit in 2001, trad Mari Boine op met een Samische versie van de Noorse hymne Mitt hjerte alltid vanker ("Mijn hart waart altijd rond").
Begin 2024 deed Boine mee aan het tv-programma Hver gang vi møtes, de Noorse variant van Beste Zangers.

## Prijzen
- 1989 Spellemannsprisen (open klasse) voor het album Gula Gula
- 1991 De cultuurprijs van de provincie Finnmark
- 1993 Spellemannsprisen (open klasse) voor Goaskinviellja
- 1993 Gammleng-prisen
- 1994 Muziekprijs van de Noordse Raad
- 1994 Nordlysprisen
- 1994 Brobyggerprisen
- 1996 Spellemannsprisen (open klasse) voor Eallin

## Discografie
Inclusief remixen en coverversies
- 1985: Jaskatvuoða Maŋŋá – Etter stillheten
- 1989: Gula Gula – Hør stammødrenes stemme (de oorspronkelijke Scandinavische uitgave)
- 1990: Gula Gula (opnieuw uitgegeven op de Real World-label van Peter Gabriel)
- 1991: Salmer på veien hjem (met Kari Bremnes en Ole Paus)
- 1992: Mari Boine med Band Allians – Møte i Moskva
- 1993: Goaskinviellja – Eagle Brother
- 1994: Leahkastin – Unfolding
- 1996: Eallin/Live
- 1996: Radiant Warmth
- 1998: Bálvvoslatjna – Room Of Worship
- 2001: Eight Seasons – Gávcci Jahkejuogu
- 2001: Mari Boine Remixed By Odda Hámis
- 2001: Mari Boine/Inna Zhelannaya/Sergey Starostin: Winter In Moscow (opgenomen in 1992)
- 2006: Idjagieđas – In The Hand Of The Night
- 2006: Vuoi Vuoi Me – Henrik-Schwarz-Remix Jaskatvuođa maŋŋá (1985)
- 2008: It Ain't Necessarily Evil/Bodeš Bat Gal Buot Biros: Mari Boine Remixed Vol. II
- 2009: Čuovgga Áirras/Sterna Paradisea
- 2017: See the Woman
- 2023: Amame (met Bugge Wesseltoft)
- 2024: Alva